# Swisstopo

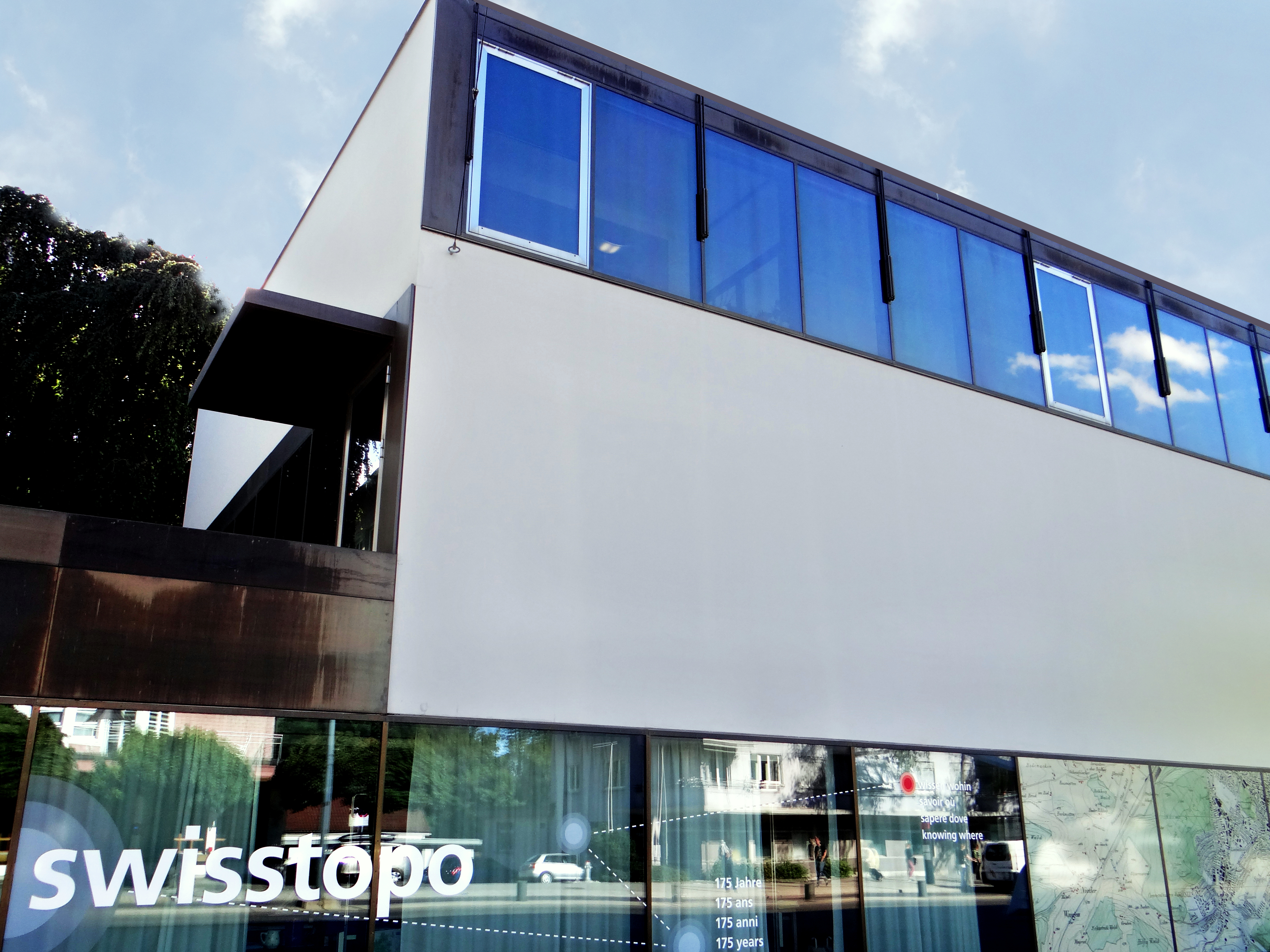
Sede della Swisstopo

Swisstopo è il nome ufficiale per l'Ufficio federale di topografia della Svizzera che si occupa della cartografia elvetica.
Il nome è stato reso ufficiale nel 2002, prima era noto come Ufficio federale di topografia (in tedesco: Bundesamt für Landestopografie; in francese: Office fédéral de topographie; in romancio: Uffizi federale da topografia).
Swisstopo si prende cura di aggiornare e modificare le mappe nazionali della Svizzera. Le mappe sono realizzate in scala 1:25 000, 1:50 000, 1:100 000, 1:200 000, 1:300 000, 1:500 000 e 1:1 000 000; vengono aggiornate ogni 6 anni.
Swisstopo ha sede a Wabern nei pressi di Berna e impiega 270 dipendenti.

## Storia
L'antesignana di Swisstopo venne fondata su iniziativa del generale Guillaume Henri Dufour nel 1838 a Carouge, Canton Ginevra, con il nome di Eidgenössisches Topographisches Bureau (in francese: Bureau topographique fédéral). A capo dell'Ufficio, il generale lavorò a partire del 1845 sulla Mappa topografica della Svizzera (anche nota con il nome di Mappa Dufour), che divenne ben presto un punto di riferimento nel settore topografico e militare. Nel 1865, Hermann Siegfried succedette a Dufour quale responsabile dell'Ufficio, che venne inoltre trasferito a Berna. In quegli anni viene elaborato l'Atlante topografico della Svizzera (anche noto come Mappa Siegfried). Nel 1941 l'ufficio federale venne spostato nella sua sede attuale di Wabern. Tra il 1952 e il 1979 vengono pubblicate le Mappe nazionali della Svizzera in scala 1:25 000, tutt'ora in produzione e aggiornate con una cadenza di sei anni.